# Future Nostalgia
Future Nostalgia ist das zweite Studioalbum der britisch-albanischen Sängerin Dua Lipa. Es wurde am 27. März 2020 über das Label Warner Records veröffentlicht. Das Album wurde am 11. Februar 2021 unter dem Namen Future Nostalgia (The Moonlight Edition) wiederveröffentlicht.

## Musikstil und Konzept
Laut der „Süddeutschen Zeitung“ kombiniert das Album „den Disco-Sound der 70er- und 80er-Jahre mit modernen Elektro-Beats“.
„Ich war gerade in Vegas bei einem Radiosender zu Gast, und danach machte ich einen kleinen Spaziergang, um meinen Kopf frei zu bekommen. Wie ich so herumlief, hörte ich OutKast und No Doubt – und fragte mich dann: ‚Was genau ist es eigentlich, das diese Songs so besonders macht? Woran liegt es, dass ich sie immer noch so grandios finde, mich immer noch damit identifizieren kann? Wieso klingen sie, als wären sie kein bisschen gealtert? Und wie schaffe ich es, dieses nostalgische Gefühl, das mich mit diesen Erinnerungen und Inspirationsquellen aus meiner Kindheit verbindet, in etwas Neues, in etwas Zeitgenössisches zu verwandeln?'“, sagt Dua Lipa.
„Meine Eltern haben mich in der Kindheit musikalisch natürlich sehr geprägt. Neben Pop haben sie Prince, Blondie, Jamiroquai oder Moloko gehört. All diese Künstler haben mich auch bei diesem Album inspiriert“, fügt sie in einem Interview mit der Deutschen Presse-Agentur.
Das Album besteht komplett aus tanzbaren Up-tempo-Songs, es gibt keine Ballade. „Irgendwie möchte jeder eine Ballade auf seinem Album, aber ich wollte keine. Ich habe mich einfach genauso gefühlt und wollte es genauso haben. Ich wollte, dass die Leute Spaß haben. Es ist definitiv ein Spaßalbum“, erklärt die Sängerin.

## Veröffentlichung
Das Album sollte ursprünglich im April veröffentlicht werden, das Erscheinungsdatum wurde aber aufgrund eines Leaks um eine Woche vorverlegt.

## Titelliste
| Nr.          | Titel             | Länge |
| ------------ | ----------------- | ----- |
| 1.           | Future Nostalgia  | 3:04  |
| 2.           | Don’t Start Now   | 3:03  |
| 3.           | Cool              | 3:29  |
| 4.           | Physical          | 3:13  |
| 5.           | Levitating        | 3:23  |
| 6.           | Pretty Please     | 3:14  |
| 7.           | Hallucinate       | 3:28  |
| 8.           | Love Again        | 4:18  |
| 9.           | Break My Heart    | 3:41  |
| 10.          | Good in Bed       | 3:38  |
| 11.          | Boys Will Be Boys | 2:46  |
| Gesamtlänge: | Gesamtlänge:      | 37:17 |

| Nr.          | Titel                                                        | Länge   |
| ------------ | ------------------------------------------------------------ | ------- |
| 12.          | Fever (feat. Angèle)                                         | 2:37    |
| 13.          | We're Good                                                   | 2:45    |
| 14.          | Prisoner (Miley Cyrus feat. Dua Lipa)                        | 2:50    |
| 15.          | If It Ain't Me                                               | 3:15    |
| 16.          | That Kind Of Woman                                           | 3:20    |
| 17.          | Not My Problem (feat. JID)                                   | 2:23    |
| 18.          | Levitating (feat. DaBaby)                                    | 3:23    |
| 19.          | Un Dia (One Day) (J Balvin, Dua Lipa, Bad Bunny feat. Tainy) | 3:52    |
| Gesamtlänge: | Gesamtlänge:                                                 | 1:01:42 |

## Rezensionen
Future Nostalgia wurde von professionellen Kritikern überwiegend positiv bewertet und kann somit an die positiven Resonanzen des Debüts anknüpfen.
Sven Kabelitz vom Musikexpress beschrieb das Album als „eines der ersten Pop-Pflichtalben der noch jungen 2020er Jahre“ und vergab vier von sechs möglichen Sternen.
David Hune vom SLAM alternative music magazine nannte das Album aufgrund seiner musikalischen Ausrichtung „faszinierend“ und war sich sicher, dass „2020 wie schon 2017 das Jahr von Dua Lipa“ werden würde.
Yannik Gölz von laut.de ist davon überzeugt, dass Dua Lipa das „nächste große Ding“ ist und vertritt die Meinung, dass die Sängerin mit Future Nostalgia „den Pop regieren“ könne.

## Kommerzieller Erfolg

### Chartplatzierungen
| ChartsChartplatzierungen       | Höchstplatzierung | Wochen |
| ------------------------------ | ----------------- | ------ |
| Deutschland (GfK)              | 4 (144 Wo.)       | 144    |
| Österreich (Ö3)                | 2 (159 Wo.)       | 159    |
| Schweiz (IFPI)                 | 4 (… Wo.)         | …      |
| Vereinigte Staaten (Billboard) | 3 (264 Wo.)       | 264    |
| Vereinigtes Königreich (OCC)   | 1 (224 Wo.)       | 224    |

| ChartsJahrescharts (2020)      | Platzierung |
| ------------------------------ | ----------- |
| Deutschland (GfK)              | 84          |
| Österreich (Ö3)                | 35          |
| Schweiz (IFPI)                 | 63          |
| Vereinigte Staaten (Billboard) | 62          |
| Vereinigtes Königreich (OCC)   | 3           |

| ChartsJahrescharts (2021)      | Platzierung |
| ------------------------------ | ----------- |
| Deutschland (GfK)              | 51          |
| Österreich (Ö3)                | 12          |
| Schweiz (IFPI)                 | 25          |
| Vereinigte Staaten (Billboard) | 9           |
| Vereinigtes Königreich (OCC)   | 6           |

| ChartsJahrescharts (2022)      | Platzierung |
| ------------------------------ | ----------- |
| Deutschland (GfK)              | 56          |
| Österreich (Ö3)                | 26          |
| Schweiz (IFPI)                 | 38          |
| Vereinigtes Königreich (OCC)   | 32          |
| Vereinigte Staaten (Billboard) | 34          |

| ChartsJahrescharts (2023)      | Platzierung |
| ------------------------------ | ----------- |
| Schweiz (IFPI)                 | 62          |
| Vereinigte Staaten (Billboard) | 69          |
| Vereinigtes Königreich (OCC)   | 67          |

| ChartsJahrescharts (2024)      | Platzierung |
| ------------------------------ | ----------- |
| Schweiz (IFPI)                 | 63          |
| Vereinigte Staaten (Billboard) | 126         |
| Vereinigtes Königreich (OCC)   | 90          |

### Auszeichnungen für Musikverkäufe
| Land/Region                  | Auszeichnungen für Musikverkäufe (Land/Region, Auszeichnung, Verkäufe) | Verkäufe  |
| ---------------------------- | ---------------------------------------------------------------------- | --------- |
| Australien (ARIA)            | 2× Platin                                                              | 140.000   |
| Belgien (BRMA)               | Platin                                                                 | 20.000    |
| Brasilien (PMB)              | 2× Diamant                                                             | 320.000   |
| Dänemark (IFPI)              | 3× Platin                                                              | 60.000    |
| Deutschland (BVMI)           | Gold                                                                   | 100.000   |
| Finnland (IFPI)              | 3× Platin                                                              | 60.000    |
| Frankreich (SNEP)            | Diamant                                                                | 500.000   |
| Italien (FIMI)               | 3× Platin                                                              | 150.000   |
| Kanada (MC)                  | 6× Platin                                                              | 480.000   |
| Neuseeland (RMNZ)            | 6× Platin                                                              | 90.000    |
| Niederlande (NVPI)           | 2× Platin                                                              | 80.000    |
| Norwegen (IFPI)              | 3× Platin                                                              | 60.000    |
| Österreich (IFPI)            | 2× Platin                                                              | 30.000    |
| Polen (ZPAV)                 | 4× Platin                                                              | 80.000    |
| Portugal (AFP)               | Platin                                                                 | 15.000    |
| Spanien (Promusicae)         | 2× Platin                                                              | 80.000    |
| Ungarn (MAHASZ)              | Gold                                                                   | 2.000     |
| Vereinigte Staaten (RIAA)    | Platin                                                                 | 1.403.000 |
| Vereinigtes Königreich (BPI) | 2× Platin                                                              | 600.000   |
| Insgesamt                    | 2× Gold · 41× Platin · 3× Diamant ·                                    | 4.270.000 |

Hauptartikel: Dua Lipa/Auszeichnungen für Musikverkäufe